# 脇田初枝
脇田 初枝（わきた はつえ、1943年 - ）は、日本の二弦琴奏者（八雲琴）。
明日香村伝承芸能保存会会長。明日香の響保存会代表。
八雲琴（震琴流）は平成21年2月10日付けで明日香村無形文化財に指定されている。

## 来歴
熊本県出身。奈良県明日香村在住。夫は陶芸家の脇田宗孝。